# チェッロレ
チェッロレ（伊: Cellole）は、イタリア共和国カンパニア州カゼルタ県にある、人口約8,300人の基礎自治体（コムーネ）。

## 地理

### 位置・広がり

#### 隣接コムーネ
隣接するコムーネは以下の通り。
- セッサ・アウルンカ

### 気候分類・地震分類
チェッロレにおけるイタリアの気候分類 (it) および度日は、zona C, 1074 GGである。
また、イタリアの地震リスク階級 (it) では、zona 2 (sismicità media) に分類される。

## 行政

### 分離集落
チェッロレには、以下の分離集落（フラツィオーネ）がある。
- Baia Domizia, Baia Felice, Borgo Centore, Casamare